# Turcolana
Turcolana  is een geslacht van pissebedden uit de familie Cirolanidae. De wetenschappelijke naam van de soort is voor het eerst geldig gepubliceerd in 1980 door Roberto Argano en Giuseppe Lucio Pesce.
Het is een geslacht van stygobionten, zoet- of brakwatersoorten die leven in ondergronds water. Ze komen voor aan de oostzijde van de Middellandse Zee (Turkije, Griekenland en Israël).

## Soorten
Het geslacht bevat de volgende soorten:
- Turcolana adaliae Botosaneanu & Notenboom, 1989
- Turcolana cariae Argano & Pesce, 1980
- Turcolana detecta Botosaneanu & Notenboom, 1992
- Turcolana pamphyliae Botosaneanu & Notenboom, 1989
- Turcolana reichi (Por, 1962)
- Turcolana rhodica Botosaneanu, Boutin & Henry, 1985
- Turcolana smyrnae Botosaneanu & Notenboom, 1989
- Turcolana steinitzi (Strouhal, 1961)